# Catacumbas de São Sebastião

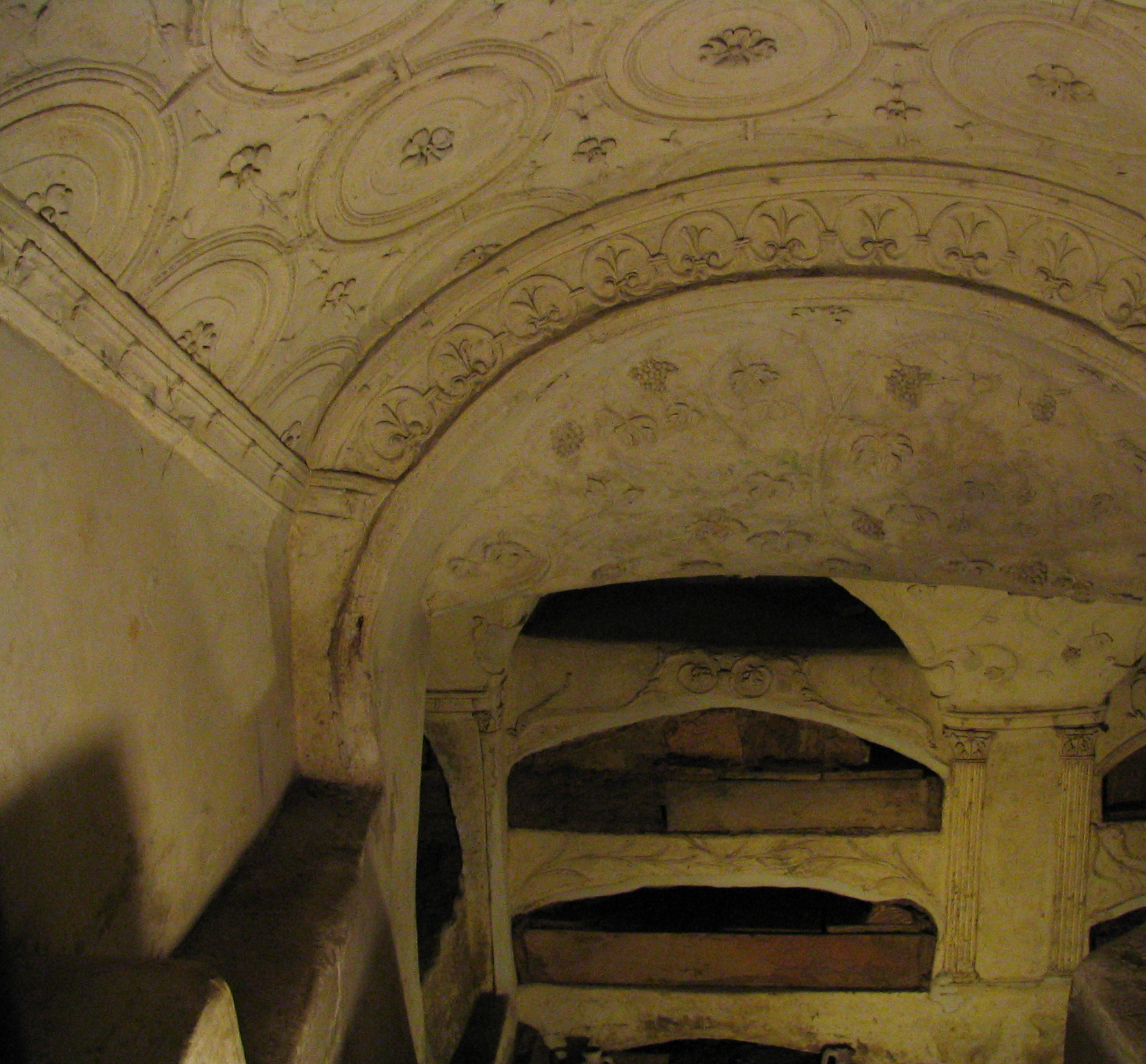
Entrada das catacumbas.

Catacumbas de São Sebastião (em italiano:  Catacombe di San Sebastiano) é um cemitério hipogeu localizado na Via Ápia, no quartiere Ardeatino de Roma. É um dos pouquíssimos cemitérios cristãos que sempre estiveram abertos e acessíveis e, por isso, o primeiro dos quatro níveis originais está quase totalmente destruído.

## Toponímia
Na antiguidade, as catacumbas eram conhecidas simplesmente pelo nome "in catacumbas", um termo grego antigo composto por duas palavras, "katà" e "kymbe", que significam, literalmente, "perto da cavidade", uma referência a um afundamento no terreno da Via Ápia perto do cemitério que ainda hoje é visível. Antes de ser utilizado como cemitério, o local era ocupado por minas de pozolana, que ficavam a cerca de dez metros acima do nível do solo atual de San Sebastiano fuori le mura, e que deram origem a um cemitério pagão que foi depois reaproveitado pelos cristãos. A palavra "catacumbas", por um processo de expansão de significado e assimilação, passou gradualmente a ser utilizada para identificar todos os cemitérios hipogeus, chamados atualmente de "catacumbas".
O cemitério subterrâneo, chamado de "di San Sebastiano" desde a Alta Idade Média, era antes conhecido (a partir do século III) como "in memoria apostolorum", um topônimo que faz referência ao fato de as catacumbas terem abrigado, por um curto período de tempo, as relíquias de São Pedro e São Paulo. De fato, a Cronografia de 354 (Depositio Martyrum), de meados do século IV, na seção sobre o dia 29 de junho, cita "Pedro in catacumbas" e "Paulo in via Ostiensis". O "Martyrologium Hieronymianum", do século V, tratando da mesma data, já cita "Pedro in Vaticano", "Paulo in via Ostiensis" e "utrumque in catacumbas, Tusco et Basso consulibus" ("durante o consulado de Tusco e Basso, ou seja, 258).

## Mártires no cemitério

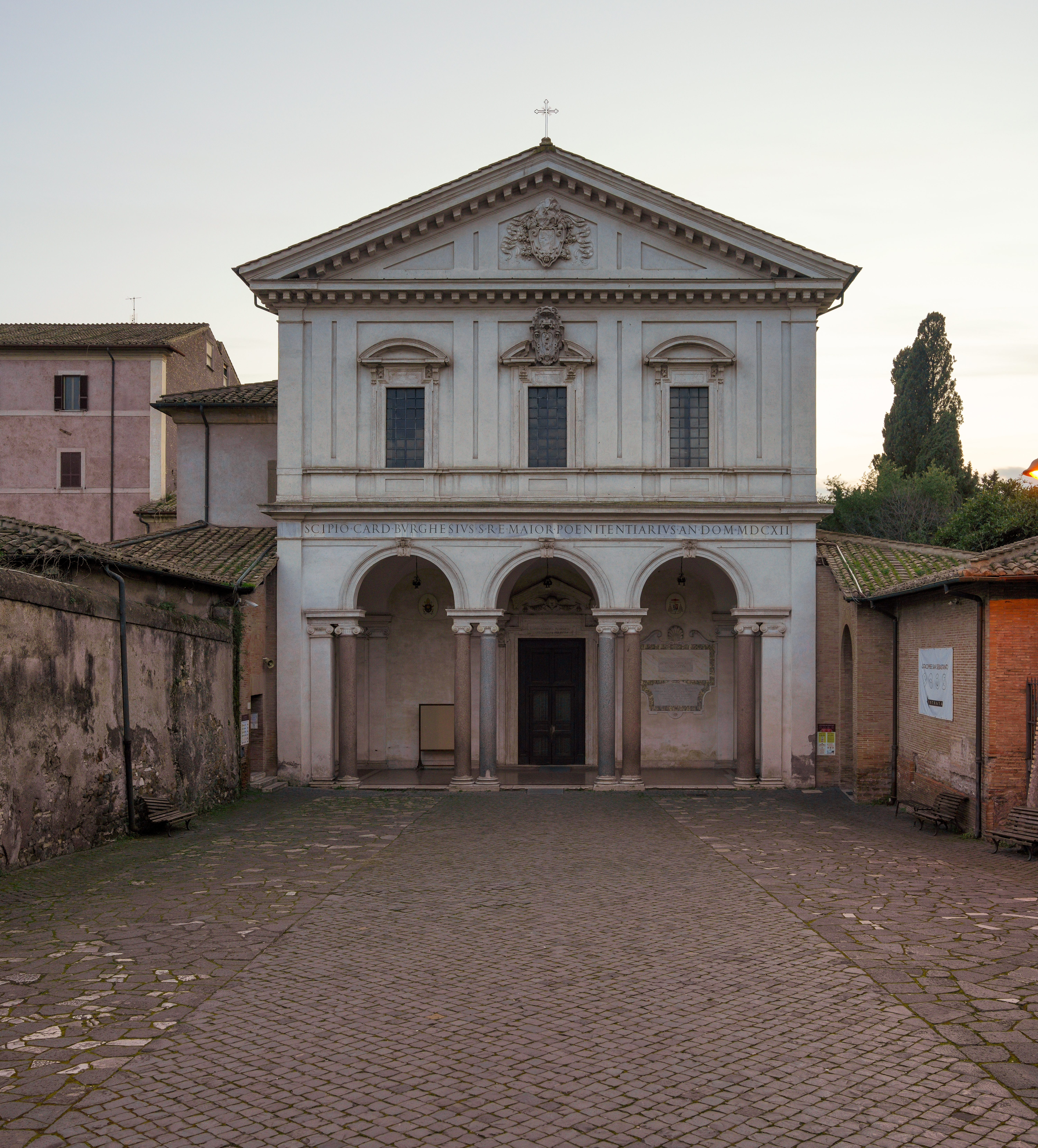
Basílica de San Sebastiano fuori le mura, localizada sobre as catacumbas.

Fontes antigas atestam a presença de três mártires no cemitério: Sebastião, Quirino e Eutíquio. Os nomes foram mencionados num catálogo do século VII chamado "Notula oleorum", mas, durante a Alta Idade Média, os itinerários para os peregrinos em Roma não mencionam Eutíquio, pois seu sepulcro era difícil de ser alcançado.
Sobre Sebastião, a Cronografia de 354 relembra sua morte e enterro in catacumbas em 20 de janeiro. Pouco se sabe sobre ele, contudo: Santo Ambrósio (final do século V) conta que ele teria nascido em Mediolano (moderna Milão) e teria sofrido o martírio em Roma durante a perseguição de Diocleciano. A "Passio" de São Sebastião, do século V, afirma que ele era um soldado da Gália Narbonense, nascido de uma família de Mediolano e morto em Roma na época de Diocleciano. Suas relíquias permaneceram nas catacumbas até o século IX, quando foram levadas para o interior da Muralha Aureliana por segurança. Atualmente estão na Capela de São Sebastião na basílica que fica acima do cemitério, San Sebastiano fuori le mura.
Quirino era um bispo de Sescia, na Panônia, cujas relíquias foram transladadas para Roma por peregrinos de lá entre os séculos IV e V. Nada se sabe sobre Eutíquio, mas seu sepulcro foi descoberto durante escavações realizadas no século XX numa área em perigo de desmoronar das catacumbas. Um poema dedicado a ele pelo papa Dâmaso I pode ser visto na entrada da basílica.

## História

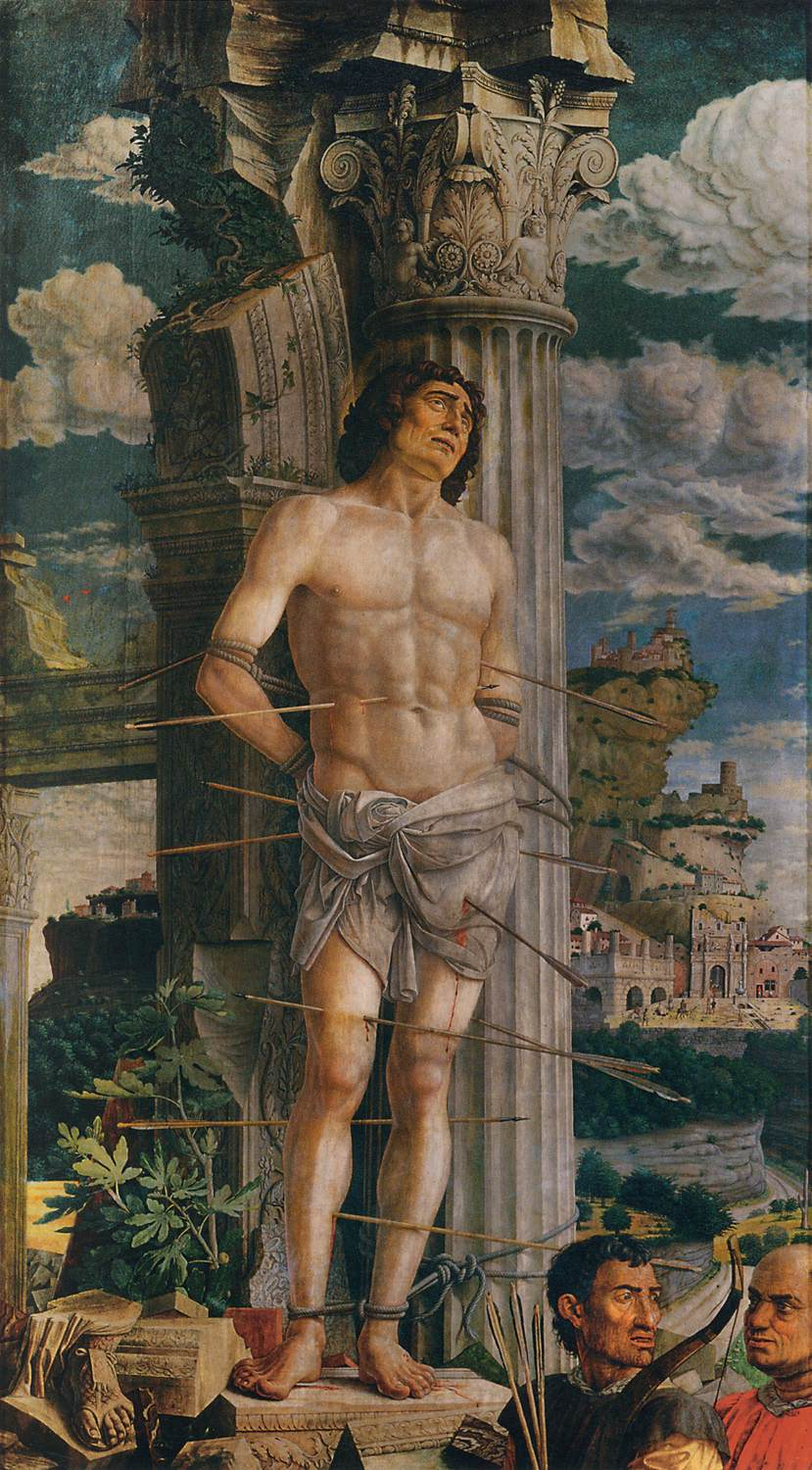
"Martírio de São Sebastião", cujas relíquias ficavam nas catacumbas que levam seu nome e hoje estão na basílica acima.
1480. Por Andrea Mantegna e atualmente no Louvre, em Paris.

Graças às escavações realizadas no final do século XIX e durante o século XX, foi possível recriar a história topográfica e arquitetural da área — que consiste de três níveis de galerias — onde estão as catacumbas.
Antigo local de uma mina de pozolana abandonada no final do século II, o terreno passou a servir como cemitério para os romanos pagãos: covas simples para escravos e libertos foram descobertas na região, além de túmulos monumentais, especialmente na chamada piazzola ("pracinha"), um local circular que antes era uma mina aberta em cujas paredes três mausoléus foram escavados. A presença, nestes mausoléus e especialmente no chamado "Mausoléu dos Innocentiores", de decorações tipicamente cristãs, como a "âncora" e o "peixe", sugere que eles foram utilizados para abrigar sepulturas cristãs. Ao lado da piazzola, as escavações das demais galerias começou nesta mesma época.
Por volta da metade do século III, toda a piazzola foi preenchida por entulho para criar uma plataforma no nível superior. Três monumentos foram escavados ali: o chamado "triclia", um salão coberto com um pórtico utilizado para banquetes funerários e cujas paredes exibem mais de 600 grafitos com invocações dos apóstolos Pedro e Paulo; uma edícula revestida de mármore que, de acordo com os arqueólogos, era o local onde as relíquias dos dois apóstolos ficavam quando foram levadas para "in catacumbas"; e uma sala coberta com um poço. A translação das relíquias para as Catacumbas de São Sebastião em meados do século III e a nova mudança no começo do século IV é ainda um tema de intenso debate entre pesquisadores e arqueólogos.
Finalmente, na primeira metade do século IV, estes novos espaços também foram enterrados para construção da plataforma sobre a qual a grande basílica constantiniana foi construída.

## Descrição
Na nave direita da antiga basílica — reconstruída em 1933 sobre as antigas ruínas — ainda se pode ver, à esquerda, os arcos que ligavam a nave central da igreja atual, emparedados no século XIII, com o exterior da abside da "Capela das Relíquias". Ali estão preservados alguns sarcófagos antigos, inteiros ou fragmentos, quase todos do século IV, descobertos durante as escavações. Uma escada leva aos túneis, que se abrem em diversos cubículos, entre os quais se destaca as pinturas do chamado "Cubículo de Jonas", do final do século IV, decorado com quatro cenas da vida do profeta. A restaurada "Cripta de São Sebastião" abrigar um altar que substituiu um outro mais antigo (do qual traços da base ainda podem ser vistos no local) e um busto de São Sebastião atribuído a Bernini.
Mais adiante estão três mausoléus da segunda metade do século II reutilizados pelos cristãos depois. O primeiro, à direita, está decorado do lado de fora por pinturas (banquetes e uma cena de Jesus exorcizando o geraseno) e ainda traz o nome de seu proprietário original, "Marco Clódio Hermes". No interior estão as sepulturas e mais pinturas, com destaque para a abóbada, decorada com a cabeça de uma górgona. O segundo, chamado de "Mausoléu dos Innocentiores", uma referência ao colégio funerário a quem ele pertencia, tem uma abóbada decorada com belos estuques. Em alguns dos recessos estão inscrições em latim utilizando caracteres gregos, além de vários grafitos do "peixe" (ichthys), um símbolo de Jesus que significa "Jesus Cristo, Filho de Deus, Salvador". Do lado esquerdo está o terceiro mausoléu, chamado "Mausoléu de Adze", uma referência a uma ferramenta representada no interior, cuja decoração é composta principalmente de ramos de videira brotando de cântaros assentados sobre falsos pilares.